# MacBook Air
MacBook Air là dòng máy tính xách tay được phát triển và sản xuất bởi Apple Inc. Nó bao gồm một bàn phím kích thước đầy đủ, vỏ nhôm gia công và cấu trúc mỏng nhẹ. MacBook Air ban đầu được định vị là một sản phẩm siêu di động cao cấp được định vị cao hơn dòng MacBook trước đó. Kể từ đó, MacBook Air đã trở thành máy tính xách tay mức đầu tiên của Apple do việc ngừng sản xuất dòng máy MacBook ban đầu vào năm 2011, cũng như việc giảm giá của nó cho các lần tái sản xuất tiếp theo. Trong dòng sản phẩm hiện tại, MacBook Air nằm dưới dải hiệu suất của MacBook Pro.
MacBook Air được giới thiệu vào tháng 1 năm 2008 với màn hình 13,3 inch và được quảng cáo là máy tính xách tay mỏng nhất thế giới. Apple đã phát hành MacBook Air thế hệ thứ hai vào tháng 10 năm 2010, với khung máy được thiết kế lại, bộ lưu trữ trạng thái rắn tiêu chuẩn và thêm phiên bản 11,6 inch nhỏ hơn. Sửa đổi sau đó thêm bộ vi xử lý Intel Core i5 hoặc i7 và Thunderbolt. Thế hệ thứ ba được phát hành vào tháng 10 năm 2018, với kích thước thu gọn, màn hình Retina và sử dụng cổng kết hợp USB-C/Thunderbolt 3 cho dữ liệu và nguồn điện. Cuối cùng, Apple thêm chip M1 và M2 cho chiếc máy tính này.

## Dựa trên Intel
MacBook Air được giới thiệu vào tháng 1 năm 2008 như một máy tính xách tay siêu di động cao cấp  với màn hình 13,3 inch và bàn phím kích thước đầy đủ và được quảng cáo là máy tính xách tay mỏng nhất thế giới, mở ra một danh mục máy tính xách tay được gọi là dòng máy tính xách tay siêu mỏng. Với thiết kế mỏng, sản phẩm này thu hút sự chú ý vì không có ổ đĩa quang và có ít cổng hơn so với các máy tính xách tay thông thường vào thời điểm đó.

### Thân máy nguyên khối (2008–2009)

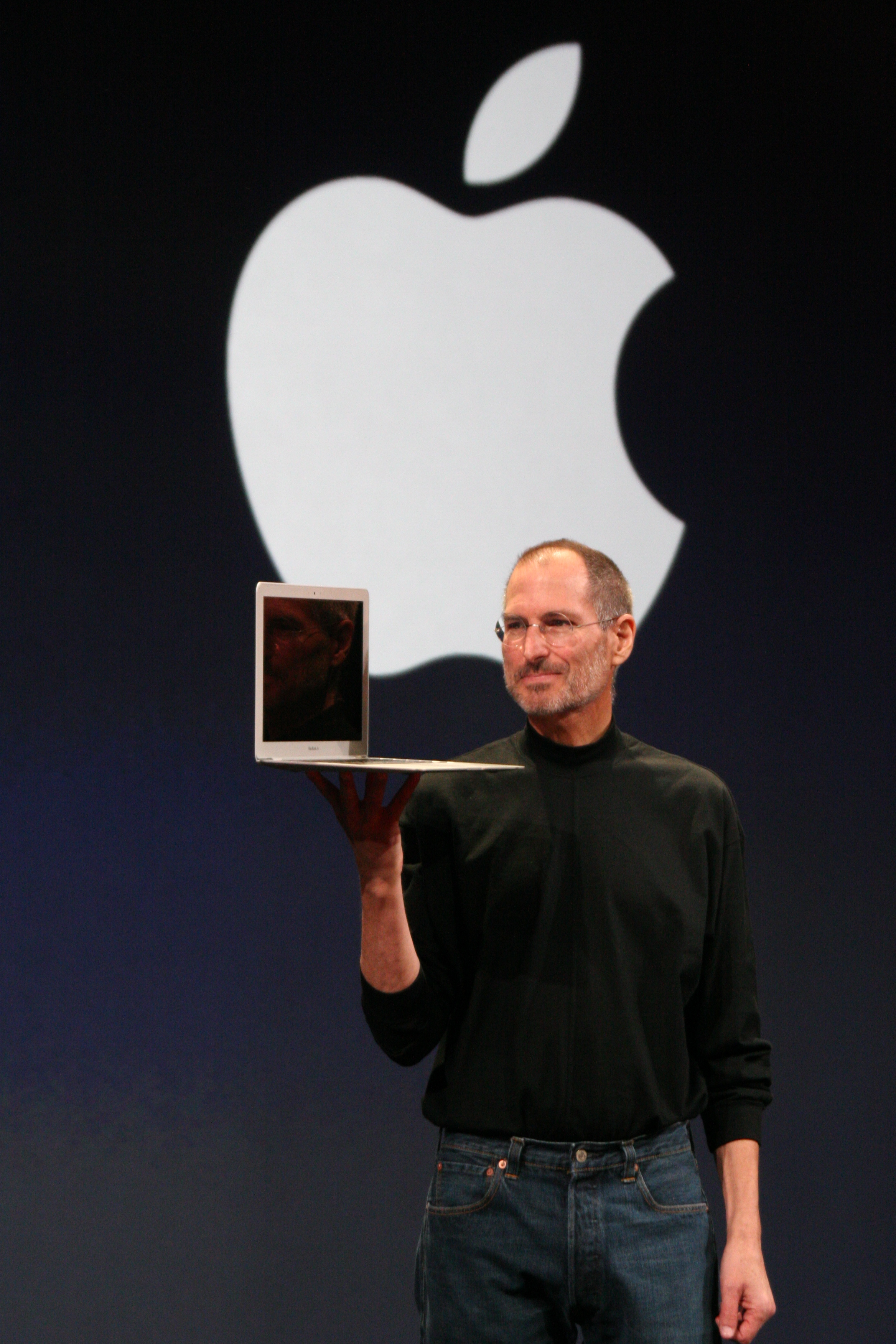
Steve Jobs showing the first MacBook Air at an Apple 2008 keynote address

Steve Jobs đã giới thiệu MacBook Air trong bài phát biểu quan trọng của Apple tại hội nghị Macworld 2008 vào ngày 15 tháng 1 năm 2008. MacBook Air đầu tiên là mẫu 13,3 inch, ban đầu được quảng cáo là máy tính xách tay mỏng nhất thế giới tại 1,9 cm (0,75 in) (kỷ lục trước đó là Toshiba Portege R200 ra mắt năm 2005, cao 1,98 cm (0,78 in)). It featured a custom Máy tính này có CPU Intel Merom và GPU Intel GMA tùy chỉnh, nhỏ hơn 40% so với gói chip tiêu chuẩn. Nó cũng có tính năng chống chói. Màn hình màu TN 6 bit có đèn nền LED, bàn phím kích thước đầy đủ và bàn di chuột lớn phản hồi các cử chỉ đa chạm như chụm, vuốt và xoay.